# ميكي غارسيا (ملاكم)
ميكي غارسيا (بالإنجليزية: Mikey Garcia)‏ مواليد 15 ديسمبر 1987 في كاليفورنيا، الولايات المتحدة، هو ملاكم محترف أمريكي يصنف ضمن فئة وزن خفيف الوسط بدأ مسيرته الاحترافية سنة 2006. حقق بطولة منظمة الملاكمة العالمية.

## إحصائيات
خاض خلال مسيرته 35 نزالا، فاز في 35 ولم يخسر. فاز بالضربة القاضية في 29 نزالا.

## روابط خارجية
- ميكي غارسيا على موقع بوكس ريك (الإنجليزية) (registration required)